# Villacete
Villacete es una localidad española, perteneciente al municipio de Valdefresno, en la provincia de León y la comarca de La Sobarriba, en la Comunidad Autónoma de Castilla y León.
Situada a pocos kilómetros de la  capital leonesa. El Camino de Santiago atraviesa esta localidad, de arquitectura tradicional en adobe aunque fuertemente influenciada por su proximidad a la ciudad.
Situado a la margen derecha del Arroyo de la Pega, afluente del Río Porma.
Los terrenos de Villacete limitan con los de Paradilla de la Sobarriba al norte, Santibáñez de Porma y Villimer al noreste, Villabúrbula al este, Puente Villarente al sureste, Toldanos al suroeste y Sanfelismo al oeste.
Perteneció a la antigua Hermandad de La Sobarriba.